# Cabinet Schwesig I
Pour les articles homonymes, voir Cabinet Schwesig.
Land de Mecklembourg-Poméranie-Occidentale
Sellering III Schwesig II
Le cabinet Schwesig I (en allemand : Kabinett Schwesig I) est le gouvernement du Land de Mecklembourg-Poméranie-Occidentale entre le 4 juillet 2017 et le 15 novembre 2021, sous la 7e législature du Landtag.
Il est dirigé par la sociale-démocrate Manuela Schwesig et formé après la démission d'Erwin Sellering. Il se compose de huit ministres, dont un porte le titre de vice-ministre-président.
Il est constitué d'une grande coalition entre le Parti social-démocrate et l'Union chrétienne-démocrate.
Il succède au cabinet Sellering III et cède le pouvoir au cabinet Schwesig II.

## Coalition et historique
Dirigé par la nouvelle ministre-présidente social-démocrate sortant Manuela Schwesig, ce gouvernement est constitué et soutenu par une « grande coalition » entre le Parti social-démocrate d'Allemagne (SPD) et l'Union chrétienne-démocrate d'Allemagne (CDU). Ensemble, ils disposent de 42 députés sur 71, soit 59,2 % des sièges au Landtag.
Il est formé à la suite de la démission d'Erwin Sellering, au pouvoir depuis 2008.
Il succède au cabinet Sellering III, constitué et soutenu par une coalition identique.

### Formation
Le ministre-président Erwin Sellering annonce le 30 mai 2017 son intention de démissionner pour raisons de santé. La ministre fédérale de la Famille Manuela Schwesig est proposée dès le lendemain pour lui succéder par le comité exécutif du SPD régional, une proposition ratifiée dans la foulée par le comité directeur. La CDU régionale confirme en parallèle le maintien de la grande coalition et apporte son soutien à l'investiture de Manuela Schwesig.
Lors du vote d'investiture organisé le 4 juillet au Landtag, Manuela Schwesig est effectivement élue ministre-présidente par 40 voix pour sur 70. Elle forme à la suite son gouvernement, composé des mêmes ministres que celui de son prédécesseur.

### Succession
Lors des élections régionales du 26 septembre 2021, le Parti social-démocrate arrive nettement en tête avec son deuxième meilleur résultat régional tandis que l'Union chrétienne-démocrate réalise son plus mauvais score en Mecklembourg-Poméranie-Occidentale.
Après avoir mené plusieurs discussions avec les différentes formations politiques, le SPD décide ouvre le 13 octobre des négociations pour former une coalition rouge-rouge avec Die Linke qui se concluent positivement le 8 novembre.
Le 15 novembre, Manuela Schwesig est donc réélue ministre-présidente par le Landtag et forme son deuxième gouvernement.

## Composition

### Initiale (4 juillet 2017)
- Par rapport au cabinet Sellering III, les nouveaux ministres sont indiqués en gras et les ministres qui ont changé d'attributions sont indiqués en italique.

| Portefeuille                                                                | Ministre | Ministre                               | Parti |
| --------------------------------------------------------------------------- | -------- | -------------------------------------- | ----- |
| Ministre-présidente                                                         |          | Manuela Schwesig                       | SPD   |
| Vice-ministre-président Ministre de l'Intérieur et des Affaires européennes |          | Lorenz Caffier                         | CDU   |
| Ministre de la Justice                                                      |          | Katy Hoffmeister                       | CDU   |
| Ministre des Finances                                                       |          | Mathias Brodkorb (jusqu'au 29/04/2019) | SPD   |
| Ministre de l'Économie, du Travail et de la Santé                           |          | Harry Glawe                            | CDU   |
| Ministre de l'Agriculture et de l'Environnement                             |          | Till Backhaus                          | SPD   |
| Ministre de l'Éducation, de la Science et de la Culture                     |          | Birgit Hesse                           | SPD   |
| Ministre de l'Énergie, des Infrastructures et du Numérique                  |          | Christian Pegel                        | SPD   |
| Ministre des Affaires sociales, de l'Intégration et de l'Égalité            |          | Stefanie Drese                         | SPD   |

### Remaniement du 22 mai 2019
- Par rapport à la composition précédente, les nouveaux ministres sont indiqués en gras et les ministres qui ont changé d'attributions sont indiqués en italique.

| Portefeuille                                                     | Ministre | Ministre                                                                   | Parti |
| ---------------------------------------------------------------- | -------- | -------------------------------------------------------------------------- | ----- |
| Ministre-présidente                                              |          | Manuela Schwesig                                                           | SPD   |
| Vice-ministre-président                                          |          | Lorenz Caffier (jusqu'au 17/11/2020) Harry Glawe (à partir du 18/11/2020)  | CDU   |
| Ministre de la Justice                                           |          | Katy Hoffmeister                                                           | CDU   |
| Ministre des Finances                                            |          | Reinhard Meyer                                                             | SPD   |
| Ministre de l'Intérieur et des Affaires européennes              |          | Lorenz Caffier (jusqu'au 17/11/2020) Torsten Renz (à partir du 27/11/2020) | CDU   |
| Ministre de l'Économie, du Travail et de la Santé                |          | Harry Glawe                                                                | CDU   |
| Ministre de l'Agriculture et de l'Environnement                  |          | Till Backhaus                                                              | SPD   |
| Ministre de l'Éducation, de la Science et de la Culture          |          | Bettina Martin                                                             | SPD   |
| Ministre de l'Énergie, des Infrastructures et du Numérique       |          | Christian Pegel                                                            | SPD   |
| Ministre des Affaires sociales, de l'Intégration et de l'Égalité |          | Stefanie Drese                                                             | SPD   |